# Atsushi Terui
Atsushi Terui (照井 篤 Terui Atsushi?), född 19 juli 1980 i Iwate prefektur, är en japansk före detta fotbollsspelare.
Terui började sin karriär 2003 i Shonan Bellmare. Efter Shonan Bellmare spelade han för FC Horikoshi, Tochigi SC, FC Ganju Iwate och Vanraure Hachinohe. Han avslutade karriären 2012.